# Jacques Lataste
Jacques Vital Lucien Lataste (La Grand-Combe, 7 juni 1922 - Parijs, 10 november 2011) was een Frans schermer.
Lataste won tijdens de Olympische Zomerspelen 1948 en 1952 de gouden medaille met het Franse floretteam en in 1956 de zilveren medaille, individueel was zijn beste prestatie de vierde plaats in 1952. Lataste werd met het floretteam tweemaal wereldkampioen.

## Resultaten

### Olympische Zomerspelen
| Jaar | Plaats    | Resultaten               |
| ---- | --------- | ------------------------ |
| 1948 | Londen    | floret team              |
| 1952 | Helsinki  | floret team 4e floret    |
| 1956 | Melbourne | floret team 1e poulefase |

### Wereldkampioenschappen schermen
| Jaar | Plaats      | Resultaten           |
| ---- | ----------- | -------------------- |
| 1949 | Caïro       | floret team          |
| 1950 | Monte Carlo | floret team · floret |
| 1951 | Stockholm   | floret team          |
| 1953 | Brussel     | floret team          |
| 1955 | Rome        | floret team          |

1904: Fonst, Díaz, Van Zo Post ·
1920: Baldi, Costantino, A. Nadi, N. Nadi, Olivier, Puliti, Speciale, Terlizzi ·
1924: Cattiau, Coutrot, de Luget, Ducret, Gaudin, Jobier, Labatut, Perotaux ·
1928: Chiavacci, Gaudini, Guaragna, Pessina, Pignotti, Puliti ·
1932: Bondoux, Bougnol, Cattiau, Gardère, Lemoine, Piot ·
1936: Bocchino, Di Rosa, Gaudini, Guaragna, Marzi, Verratti ·
1948: Bonin, Bougnol, de Buhan, Lataste, d'Oriola, Rommel ·
1952: de Buhan, Lataste, Netter, Noël, d'Oriola, Rommel ·
1956: Bergamini, Carpaneda, Di Rosa, Lucarelli, Mangiarotti, Spallino ·
1960: Midler, Roedov, Sissikin, Svesjnikov, Zjdanovitsj ·
1964: Midler, Sissikin, Sjarov, Svesjnikov, Zjdanovitsj ·
1968: Berolatti, Dimont, Magnan, Noël, Revenu ·
1972: Dąbrowski, Godel, Kaczmarek, Koziejowski, Woyda ·
1976: Bach, Behr, Hein, Reichert, Sens-Gorius ·
1980: Bonin, Boscherie, Flament, Jolyot, Pietruszka ·
1984: Borella, Cerioni, Cipressa, Numa, Scuri ·
1988: Aptsiaoeri, Ibragimov, Koretsky, Mamedov, Romankov ·
1992: Koch, Schreck, Wagner, Weidner, Weißenborn ·
1996: Mamedov, Pavlovitsj, Sjevtsjenko ·
2000: Ferrari, Guyart, Lhotellier, Plumenail ·
2004: Cassarà, Sanzo, Vanni, Zennaro ·
2012: Valerio Aspromonte, Avola, Baldini, Cassarà ·
2016: Achmatchoezin, Safin, Tsjeremisinov ·
2020: Le Péchoux, Lefort, Mertine, Pauty ·
2024: Iimura, Matsuyama, Shikine, Nagano